# Patrick G. Forrester
Patrick Graham „Pat“ Forrester (* 31. März 1957 in El Paso, Texas, USA) ist ein ehemaliger US-amerikanischer Astronaut und ehemaliger Colonel der US Army.

## Leben
In Texas geboren, wuchs Forrester in der Kleinstadt Springfield in Virginia auf, die etwa 20 Kilometer südwestlich der Hauptstadt Washington, D.C. liegt. 1975 schloss er die West Springfield High School ab und trat in die US Army ein. Diese bezahlte ihm sein Studium an der renommierten United States Military Academy in West Point (New York). Er belegte die Fächer angewandte Natur- sowie Ingenieurwissenschaften und erhielt 1979 einen Bachelor.
Nachdem Forrester West Point verlassen hatte, ließ er sich in Fort Rucker (Alabama) zum Piloten ausbilden. Er erhielt seine Lizenz im September 1980 und blieb an der Army Aviation School, um seinerseits Kadetten auszubilden. Außerdem war er der persönliche Assistent des Vizekommandeurs von Fort Rucker. Im Jahre 1984 wurde er nach Hawaii zur United States Army Garrison versetzt. In der 25. Infanteriedivision diente er unter anderem als Kolonnenführer und Flugbetriebsleiter.
Forrester kehrte danach wieder in seine Heimat an die Ostküste zurück und setzte sein Studium fort. Er schrieb sich an der University of Virginia ein und studierte Maschinenbau sowie Luft- und Raumfahrttechnik. Nach seinem Abschluss als Master im Jahre 1989 kam er nach Kalifornien. An der Edwards Air Force Base arbeitete er als Flugtechniker und Koordinator, bevor er einen Platz an der United States Naval Test Pilot School in Maryland erhielt. Im Juni 1992 hatte er seine Ausbildung zum Testpiloten beendet. Er verließ die Naval Air Station Patuxent River und ging für kurze Zeit an seine alte Wirkungsstätte nach Fort Rucker zurück.
Im Juli 1993 änderte Forrester seine Tätigkeitsfelder vom Testpiloten zum Raumfahrttechniker und nahm eine Stelle am Johnson Space Center (JSC) in Houston an. Als Ingenieur testete er neue Computerprogramme im sogenannten Shuttle Avionics Integration Laboratory (SAIL), bevor sie tatsächlich auf einer Mission Verwendung fanden, oder arbeitete am „gläsernen Cockpit“. Das Multifunction Electronic Display Subsystem, wie es die NASA nennt, ersetzt das aus den 1970er Jahren stammende Cockpit der Raumfähren: die alten monochromen Bildschirme werden durch moderne Displays ersetzt, außerdem ist der Energieverbrauch geringer und einzelne Komponenten können bei Bedarf von den Astronauten während des Fluges ausgewechselt werden.
In seiner aktiven Zeit als Testpilot absolvierte Forrester über 4.400 Flugstunden in mehr als 50 unterschiedlichen Flugzeugtypen. Colonel Forrester ging 2005 offiziell in den Ruhestand.

## Astronautentätigkeit
Forrester wurde mit der 16. Astronautengruppe der NASA im Mai 1996 ausgewählt, als er als Landetechniker am JSC tätig war. Die zweijährige Grundausbildung für ihn und seine 43 Mitschüler – zehn Piloten, 25 Missionsspezialisten und neun internationale Anwärter – begann im August 1996. Seit Herbst 1998 ist er ein vollwertiger Missionsspezialist. Seine erste Aufgabe als Raumfahrer war die Unterstützung seiner Kollegen, die sich am Kennedy Space Center in Florida für einen Start vorbereiteten. Danach kam er ans JSC zurück und arbeitete in der Abteilung für Besatzungen als technischer Berater und auch als Ansprechpartner für Trainingsfragen.
Ende 2000 wurde Forrester für seinen ersten Raumflug nominiert. STS-105 wurde im August des folgenden Jahres durchgeführt und war eine Crewaustausch-Mission: Die ISS-Expedition 3 nahm ihre Arbeit an Bord der Internationalen Raumstation (ISS) auf, während die zweite Langzeitbesatzung abgeholt und zur Erde zurückgebracht wurde. Zusammen mit Dan Barry führte Forrester zwei Ausstiege durch, während der mit MISSE das erste Experiment außerhalb der ISS installiert wurde.
Seit August 2002 trainierte Forrester für die Mission STS-117, die im Juni 2007 stattfand. Die Atlantis brachte das S3/S4-Element zur Internationalen Raumstation. Zusammen mit Steven Swanson führte er zwei der vier Außenbordeinsätze durch. Dabei wurden das S3/S4-Bauteil an die Station montiert, die Solarpaneele aus- und der zweite Flügel des Solarmoduls P6 eingefahren.
Zu seinem dritten Raumflug startete Forrester am 29. August 2009. Die Raumfähre Discovery brachte ihn im Rahmen der Mission STS-128 zur Internationalen Raumstation. Die Landung erfolgte am 12. September 2009.
Am 2. Juni 2017 übernahm Forrester von Christopher Cassidy das Amt als Leiter der Astronauten-Abteilung (chief of the Astronaut Office) der NASA.
Patrick ist verheiratet und hat zwei Söhne.